# 額我略八世
額我略八世（拉丁語：Gregorius PP. VIII；約1100年—1187年12月17日）本名莫拉的亞爾伯（Alberto di Morra），1187年10月21日當選教宗，同年10月25日即位至1187年12月17日為止。

## 譯名列表
- 額我略八世：天主教香港教區禮儀委員會：禧年專頁 （页面存档备份，存于）作額我略。
- 國瑞八世：香港天主教教區檔案　歷任教宗作國瑞。
- 格列高列八世：《大英簡明百科知識庫》2005年版[]作格列高列。
- 格雷戈里八世：《世界人名翻譯大辭典》1993年版作格雷戈里。
- 格列哥里八世：國立編譯舘作格列哥里。